# Regionalwahl in Kalabrien 2000
Die Regionalwahl in Kalabrien 2000 fand am 16. April statt; der Regionalrat und der Präsident der Region Kalabrien wurden gleichzeitig gewählt.

## Wahlergebnis
| Kandidaten                                      | Kandidaten                    | Stimmen   | %    | Listen                  | Stimmen   | %    | Mandate |
| ----------------------------------------------- | ----------------------------- | --------- | ---- | ----------------------- | --------- | ---- | ------- |
|                                                 | Giuseppe Chiaravallotigewählt | 545.186   | 49,8 | Forza Italia            | 194.295   | 18,2 | 7       |
| Alleanza Nazionale                              | Giuseppe Chiaravallotigewählt | 545.186   | 49,8 | 110.478                 | 10,4      | 4    |         |
| Centro Cristiano Democratico                    | Giuseppe Chiaravallotigewählt | 545.186   | 49,8 | 71.957                  | 6,8       | 3    |         |
| Cristiani Democratici Uniti                     | Giuseppe Chiaravallotigewählt | 545.186   | 49,8 | 68.955                  | 6,5       | 2    |         |
| Partito Socialista – Socialdemocrazia           | Giuseppe Chiaravallotigewählt | 545.186   | 49,8 | 29.206                  | 2,7       | 1    |         |
| Liberal Sgarbi – I Libertari                    | Giuseppe Chiaravallotigewählt | 545.186   | 49,8 | 15.689                  | 1,5       | 1    |         |
| Fiamma Tricolore - Fronte Nazionale             | Giuseppe Chiaravallotigewählt | 545.186   | 49,8 | 15.166                  | 1,4       | –    |         |
| Patto Segni                                     | Giuseppe Chiaravallotigewählt | 545.186   | 49,8 | 14.489                  | 1,4       | –    |         |
| Partito Repubblicano Italiano - Centro Popolare | Giuseppe Chiaravallotigewählt | 545.186   | 49,8 | 12.840                  | 1,2       | –    |         |
| Mandate der Listengruppe                        | Giuseppe Chiaravallotigewählt | 545.186   | 49,8 | –                       | –         | 8    |         |
| ↳ Gesamt                                        | Giuseppe Chiaravallotigewählt | 545.186   | 49,8 | 533.075                 | 50,1      | 26   |         |
|                                                 | Nuccio Fava                   | 532.222   | 48,7 | Democratici di Sinistra | 152.085   | 14,3 | 5       |
| Partito Popolare Italiano                       | Nuccio Fava                   | 532.222   | 48,7 | 83.277                  | 7,8       | 3    |         |
| Unione Democratici per l’Europa                 | Nuccio Fava                   | 532.222   | 48,7 | 66.152                  | 6,2       | 2    |         |
| Socialisti Democratici Italiani                 | Nuccio Fava                   | 532.222   | 48,7 | 64.385                  | 6,0       | 2    |         |
| I Democratici                                   | Nuccio Fava                   | 532.222   | 48,7 | 44.562                  | 4,2       | 1    |         |
| Partito dei Comunisti Italiani                  | Nuccio Fava                   | 532.222   | 48,7 | 32.700                  | 3,1       | 1    |         |
| Partito della Rifondazione Comunista            | Nuccio Fava                   | 532.222   | 48,7 | 31.515                  | 3,0       | 1    |         |
| Federazione dei Verdi                           | Nuccio Fava                   | 532.222   | 48,7 | 16.732                  | 1,6       | 1    |         |
| Lista Mancini - Movimento Meridionale           | Nuccio Fava                   | 532.222   | 48,7 | 15.801                  | 1,5       | –    |         |
| Rinnovamento Italiano                           | Nuccio Fava                   | 532.222   | 48,7 | 14.713                  | 1,4       | –    |         |
| Nicht gewählte Direktkandidat                   | Nuccio Fava                   | 532.222   | 48,7 | –                       | –         | 1    |         |
| ↳ Gesamt                                        | Nuccio Fava                   | 532.222   | 48,7 | 521.922                 | 49,0      | 17   |         |
|                                                 | Francesco Saverio Corbelli    | 9.840     | 0,9  | Diritti Civili          | 4.941     | 0,5  | –       |
|                                                 | Antonio Marzano               | 6.413     | 0,6  | Lista Emma Bonino       | 4.808     | 0,5  | –       |
| Gesamt                                          | Gesamt                        | 1.093.661 | 100  |                         | 1.064.746 | 100  | 43      |